# توماس جيفرسون (سياسي)
توماس جيفرسون (بالإنجليزية: Thomas Jefferson)‏ هو سياسي بريطاني، ولد في 13 أبريل 1941 في جزر كايمان في المملكة المتحدة، وتوفي بنفس المكان في 29 أكتوبر 2006. انتخب Premier of the Cayman Islands ‏.